# Sidney Nolan
Sidney Robert Nolan (22. dubna 1917 Melbourne — 28. listopadu 1992 Londýn) byl australský malíř a vizuální umělec.
Malovat začal bez uměleckého vzdělání v 21 letech. Zpočátku byl ovlivněn abstraktním uměním Paula Klee a László Moholy-Nagye. Roku 1940 navrhl kostýmy pro balet Serge Lifara Ikarus. V letech 1942–1945 sloužil v armádě. V té době změnil styl a začal malovat typicky australské pouštní krajiny. Posléze začaly v jeho díle přibývat motivy z australských dějin, například postava proslulého zločince Neda Kellyho. Roku 1955 odešel do Anglie, kde zintenzivnil spolupráci s divadlem. Navrhl například scénu pro Stravinského balet Svěcení jara či pro operu Camilla Saint-Saënse Samson a Dalila. Velkou část jeho děl zakoupila Tate Gallery v Londýně a Muzeum moderního umění v New Yorku. Roku 1981 byl britskou královnou uveden do šlechtického stavu.